# HD 27631
HD 27631 är en ensam stjärna belägen i den norra delen av stjärnbilden Pendeluret. Den har en skenbar magnitud av ca 8,26 och kräver en stark handkikare eller ett mindre teleskop för att kunna observeras. Baserat på parallax enligt Gaia Data Release 2 på ca 19,9 mas, beräknas den befinna sig på ett avstånd på ca 164 ljusår (ca 50 parsek) från solen. Den rör sig bort från solen med en heliocentrisk radialhastighet på ca 21 km/s.

## Egenskaper
HD 27631 är en gul till vit underjättestjärna i huvudserien av spektralklass G3 IV. Den har en massa som är ca 0,94 solmassor, en radie som är lika med solradien och har ca 0,88 gånger solens utstrålning av energi från dess fotosfär vid en effektiv temperatur av ca 5 700 K.
En undersökning 2015 har uteslutit att det finns några följeslagare inom ett projicerat avstånd av 40 astronomiska enheter.

## Planetsystem
Åren 1998 till 2012 var HD 27631 under observation av "CORALIE echelle-spektrografen vid La Silla Observatory". År 2012 upptäcktes med metoden för mätning av radiell hastighet en exoplanet med en långsträckt, vid bana, vilket publicerades i november samma år.
| Planet | Massa           | Halv storaxel (AE) | Siderisk omloppstid (d) | Excentricitet | Inklination | Radie |
| ------ | --------------- | ------------------ | ----------------------- | ------------- | ----------- | ----- |
| b      | ≥1,45 ± 0,14 MJ | 3,25 ± 0,07        | 2 208 ± 66              | 0,12 ± 0,06   | -           | -     |